# Нехотеевка (Белгородский район)
Нехоте́евка — село в Белгородском районе Белгородской области, входит в состав Журавлёвского сельского поселения.
До полномасштабного вторжения близ села располагался многосторонний автомобильный пункт пропуска (МАПП) на российско-украинской границе на трассе E 105, на отрезке Белгород—Харьков. С украинской стороны пограничный переход обслуживал МАПП «Гоптовка».

## История
В 1940 году, перед Великой Отечественной войной, в селе Нехотеевка были 34 двора и колхоз; на расположенном северо-восточнее хуторе Сомов было 9 дворов.  
В 2023 году  территория Нехотеевки  попала под Рейд РДК, но удержать позиции им не удалось.  
12 марта 2024 года возле пропускного пункта, в ходе рейда украинских сил, велись боевые действия.

## Пункт пропуска через границу довторжения 2022 года
МАПП «Нехотеевка» — один из крупнейших пунктов пропуска через границу России и Украины. Разрешено пешеходное пересечение границы. Также в помощь туристам через пограничные пункты пропуска курсируют несколько автобусных маршрутов. 
В пик сезона летних отпусков, в дневное время, среднее время ожидания на российской стороне составляет до 10 часов и более.
На границе имеется магазин беспошлинной торговли (Duty-free).

## Нынешнее состояние
На данный момент пункт пропуска уничтожен .